# The CW
The CW е телевизионен канал в Съединените щати, започнал началото си в началото на телевизионния сезон през 2006 – 2007. Това е джойнт венчър между „Парамаунт Глобал“, „Уорнър Брос Дискавъри“ и „Некстар Медия Груп“. Името CW идва от първата буква от името на корпорациите (CBS и Warner Bros). Мрежата излъчва програмиране шест дни в седмицата: от понеделник до петък следобедите и вечерите (в праймтайма) и в събота сутрин с програми за деца (под името CW4Kids).

## Програмиране

### Текущ график на програмирането в праймтайма
| The CW     | 8:00 p.m.             | 8:30 p.m.             | 9:00 p.m.       | 9:30 p.m.       |
| ---------- | --------------------- | --------------------- | --------------- | --------------- |
| Понеделник | Crazy Ex-Girlfriend   | Crazy Ex-Girlfriend   | Jane The Virgin | Jane The Virgin |
| Вторник    | Светкавицата          | Светкавицата          | iZombie         | iZombie         |
| Сряда      | Стрелата              | Стрелата              | Свръхестествено | Свръхестествено |
| Четвъртък  | Утрешните легенди     | Утрешните легенди     | The 100         | The 100         |
| Петък      | Дневниците на вампира | Дневниците на вампира | Древните        | Древните        |

### Дневно програмиране
| The CW Daytime     | 3:00 pm                 | 3:30 pm                 | 4:00 pm  | 4:30 pm  |
| ------------------ | ----------------------- | ----------------------- | -------- | -------- |
| Понеделник – Петък | Dr. Drew's Lifechangers | Dr. Drew's Lifechangers | Anderson | Anderson |

## Закрити предавания и шоута
- Превратностите на живота – 2010 – 2011
- Вероника Марс – 2004 – 2007
- Мелроуз Плейс – 2009 – 2010
- Смолвил (сериал) – 2001 – 2011
- Трий Хил - 2003 – 2012
- Тайният кръг (сериал) - 2011 – 2012